# Tudhaliya IV
Tudhaliya IV (Nerik, 1270 a.C. ca. – Hattusa, 1209 a.C.) è stato un sovrano ittita dal 1237 al 1209 a.C..

## Giovinezza e ascesa al trono
Nato attorno al 1270 a.C., subito dopo lo scontro di Kadesh (1274), gli furono imposti alla nascita i nomi Tudhaliya (ittita) e Tašmi-Šarruma (hurrita). 
Non era destinato a regnare: infatti la corona dell'impero era sul capo del giovane cugino Muršili III, appena asceso al trono della nuova capitale ittita, Tarhuntassa.
Il precedente sovrano Muwatalli II suo zio, infatti, in vista dello scontro con gli Egizi, aveva abbandonato la storica capitale Hattuša, affidandola al governo del fratello Hattušili, padre appunto di Tašmi-Šarruma e stimato soldato nonché abile diplomatico.
Poco dopo lo scontro, nel 1272, il sovrano era deceduto, lasciando corona e trono di Tarhuntassa al primogenito Muršili.
Ben presto i rapporti tra il giovane sovrano e il potente zio si incrinarono e, dopo una rapida guerra civile, Hattušili depose il nipote, usurpandone il trono.
Hattušili III, per consolidare la sua posizione, mise in atto una serie di azioni diplomatiche interne ed esterne, tra le quali la nomina a principe ereditario del figlio maggiore Nerikkaili.
Sorprendentemente però a succedere a Hattušili alla sua morte, avvenuta nel 1237 a.C. non fu Nerikkaili ma Tudhaliya.
Gli storici hanno molto dibattuto sulle ragioni di tale cambiamento. 
Il quesito resta irrisolto, anche se l'ipotesi che sia stato scelto in quanto figlio maggiore di Puduhepa resta quella che riscuote maggiori consensi tra gli studiosi.
Qualunque fosse la ragione della scelta, alla morte del quasi ottantenne Hattušili III, salì al trono Tudhaliya IV, senza opposizione di Nerikkaili e forse senza essere mai stato nominato principe ereditario, ma venendo probabilmente associato al padre in una breve coreggenza.
Gli studiosi ipotizzavano inizialmente che Nerikkaili potesse essere premorto al padre e che questa fosse la ragione dell'ascesa di Tudhaliya, ma fu proprio il nuovo re, nell'unica tavoletta bronzea ittita mai rinvenuta, quella del trattato col cugino Kurunta, a spiegare che "...mio padre rimosse mio fratello maggiore dal ruolo di tuhkanti, innalzandomi a re..."; al primo posto nell'elenco dei testimoni del trattato compare proprio il principe Nerikkaili, a conferma che il passaggio di consegne a Tudhaliya fosse stato una decisione consensuale.
Sorprendentemente, si ritrova ancora Nerikkaili temporaneamente nel ruolo di tuhkanti all'inizio del regno di Tudhaliya IV.
D'altra parte l'ascesa di Tudhaliya pare essere stata preparata fin dalla giovinezza, ripercorrendo una per una le tappe della carriera del padre. 
La stessa scelta (effettuata dalla madre Puduhepa) della consorte principale, una principessa babilonese, sembra porlo in una posizione di rilievo rispetto al fratello Nerikkaili, cui era stata data in sposa la figlia del re-vassallo di Amurru.
Il regno di Tudhaliya, come anche quello del padre, fu improntato dal timore di perdere il trono, soprattutto in seguito a possibili faide familiari:  vivo era ancora il ricordo dell'usurpazione di Hattušili (sebbene avallata dalla nobiltà ittita) perché il sovrano non dovesse temere possibili pretese sulla corona da parte del vecchio ramo regnante. 
Se Muršili III, ancora in vita, non pareva costituire una reale minaccia, c'erano da tenere in considerazione vari potenziali pretendenti, in particolare l'altro figlio di Muwatalli II, Kurunta.
Questi era cresciuto ad Hakpis, nella casa di Hattušili, e i rapporti con Tudhaliya erano stati eccellenti fin da bambini. 
Vinta la guerra civile, Hattušili aveva nominato Kuruntareggente della capitale secondaria ittita Tarhuntassa.
Il primo atto di Tudhaliya come sovrano fu proprio quello di confermare il cugino al proprio posto.
.
A riprova del clima instabile che regnava a palazzo, va ricordato che Tudhaliya nei primi anni di regno sfuggì a un doppio attentato messo in atto dal fratellastro Heshni, in accordo con alcuni nobili.

## La ribellione di Arzawa
Come un secolo prima,attorno al 1235 a.C. Arzawa, periferia occidentale dell'impero, si ribellò, sobillata dal regno egeo degli Ahhiyawa.
Tudhaliya intervenne con tempestività e fermezza e alla testa del suo esercito si diresse personalmente ad ovest, domando le rivolte di un certo Tarhuna-Radu (omonimo del sovrano arzawa più potente, vissuto un secolo prima) appropriatosi del potere sulla Terra del fiume Seha, e del re-vassallo di Mira, Alantalli, sostituendoli con nuovi sovrani.
Si rivoltò anche il regno suddito di Lukka/Licia, ma il re ittita uscì vincitore anche da questo scontro.
Tudhaliya approfittò dell'occasione per sistemare una volta per tutte i conti con Ahhiyawa in area anatolica: assaltò e distrusse la città di Millawata/Mileto, da sempre base per le ingerenze nella zona, estromettendo definitivamente Ahhiyawa dalla storia anatolica, operazione mai riuscita prima ad alcun sovrano ittita.
Evidentemente preoccupato di non riuscire a controllare una periferia tanto varia e in costante fermento, Tudhaliya decise di nominare il nuovo re di Mira Tarkasnawa, responsabile regionale dell'area di Arzawa, innalzando lo stato di Mira sopragli altri regni circostanti; questi avrebbero reso conto al sovrano di Mira che poi avrebbe riferito per tutta l'area al sovrano ittita. 
È possibile che Tarkasnawa svolgesse lo stesso ruolo anche sui vicini territori di Masa/Misia, Millawata/Mileto e Lukka/Licia.

## La guerra con gli Assiri e la sconfitta di Nihriya

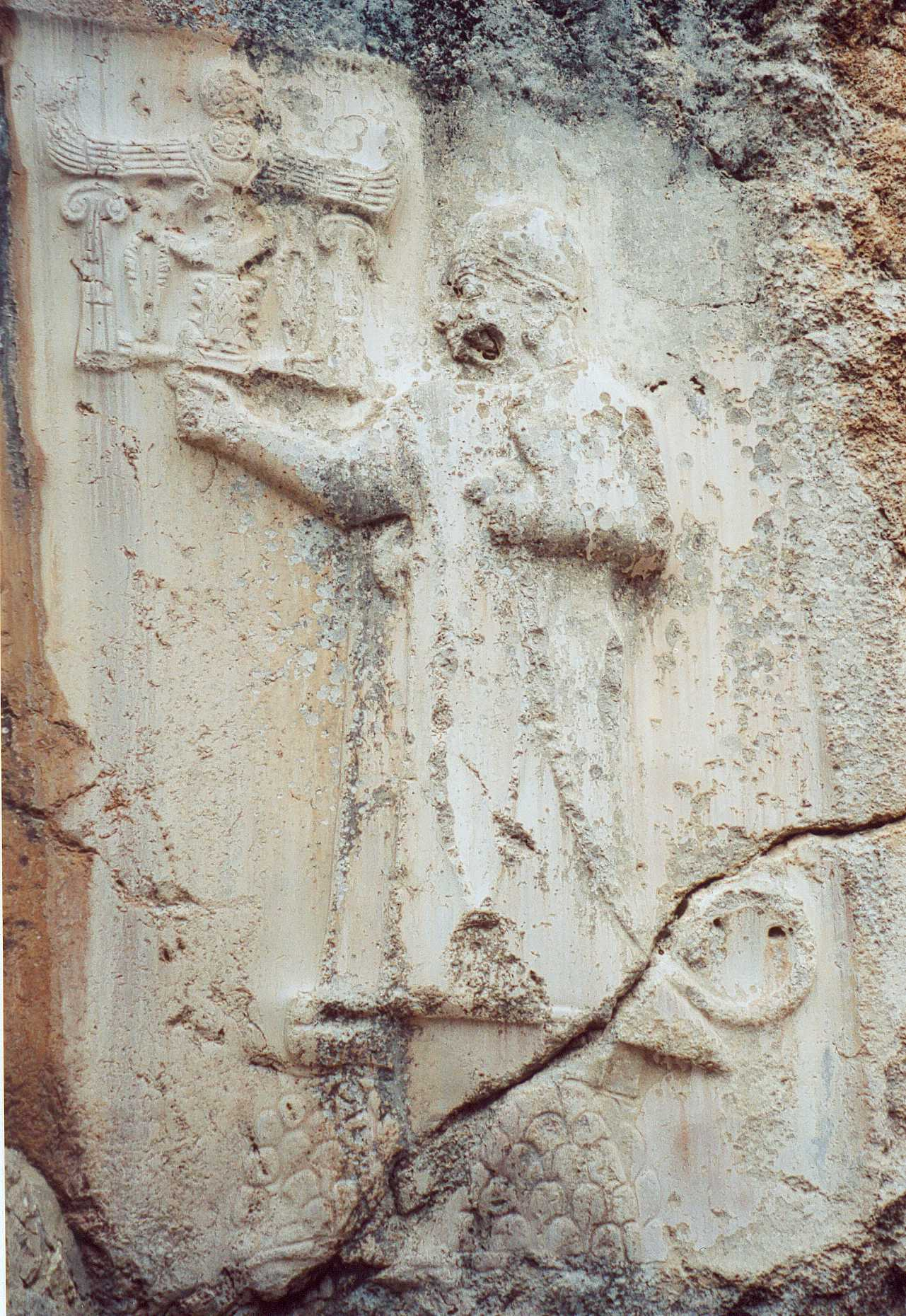
Tudhaliya IV, re degli Ittiti. Rilievo situato a Yazılıkaya, Turchia.

Ma una nuova e più pericolosa minaccia incombeva a sud-est: l'espansionismo assiro.
Già durante il regno di Mursili III gli Ittiti avevano perduto parte dello stato vassallo di Mitanni/Hanigalbat per mano degli aggressivi Assiri, da decenni in costante ascesa e giunti ormai a minacciare la preminenza ittita in Siria .
Dopo pochi anni dall'insediamento di Tudhaliya, ascese al trono mesopotamico Tukulti-Ninurta (1233), con il quale il re ittita provò a intrattenere rapporti migliori di quelli avuti con i precedenti sovrani. 
Ma le mire espansionistiche assire furono chiare quando il sovrano (1228 ca.) invase la zona mineraria di Nihriya, nominalmente indipendente, ma vicinissima al nucleo del regno ittita.
Tudhaliya allora rispose militarmente, convinto di poter contare sull'appoggio dei vassalli siriani e dei principati dell'area occupata, che invece non arrivò; lasciato da solo, l'esercito ittita andò incontro ad una cocente sconfitta nella Battaglia di Nihriya, sconfitta enfatizzata dal sovrano assiro.
Pur avendo ora la nuova potenza mesopotamica pericolosamente vicina ai propri territori, senza stati cuscinetto a frapporsi, in realtà gli Ittiti non persero territori minimizzando gli effetti pratici della sconfitta. Gli Assiri, che avrebbero potuto sfruttare il momento e cercare di sfondare oltre l'Eufrate (confine tra i due imperi) invadendo l'area siriana e la costa, preferirono di dirigersi a sud-est per invadere Babilonia, permettendo così agli Ittiti di salvare i loro possedimenti.

## La secessione di Tarhuntassa
La seconda parte del regno di Tudhaliya fu così molto più tranquilla della prima, per quanto concerne la politica estera, ma fu forse segnata da un evento che determinò il futuro degli Ittiti: la secessione di Tarhuntassa.
Gli unici indizi in tal senso, data la completa assenza di fonti scritte, sono archeologici: un anello ritrovato ad Hattuša col sigillo del Grande Re Kurunta, ed una stele nei pressi di Hatip (nella zona ove sorgeva Tarhuntassa) è stata decifrata e porta la dicitura Kurunta, Grande Re, Labarna, figlio del Grande Re Muwatalli, titolo riservato solo ai sovrani Ittiti.
Oggi molti studiosi ritengono plausibile un distacco di Tarhuntassa da Hattusa ma, sulle modalità, ipotizzano diversi scenari.
Il più probabile, visto che nessuna fonte a noi giunta parla di uno scontro armato tra le due città Ittite nel XIII secolo, è quello di un distacco politico di Kurunta dal cugino, una autonomia che avrebbe portato ad una effettiva spaccatura in due dell'Impero con due "Grandi Re", forse verso la fine del regno di Tudhaliya (1220-15) o alla sua morte (1209) o a quella di suo figlio e successore Arnuwanda III (1207), del quale abbiamo notizie confuse; scenari quest'ultimi due poco probabili, visto che all'epoca Kurunta sarebbe stato quasi ottantenne.Il destino di Kurunta, in ogni caso, resta un mistero.
I rapporti tra le due capitali ed i cugini dopo la secessione restano oggetto di indagine, anche se le iscrizioni del Sudburg, nelle quali Šuppiluliuma II, figlio di Tudhaliya IV, rivendica, attorno al 1200-1190, una campagna militare di riconquista nelle regioni anatoliche centro-meridionali storicamente vassalle ittitelascia chiaramente ipotizzare che la capitale meridionale avesse sottratto territori ad Hattuša, creando una spaccatura dell'impero.

## L'eredità di Tudhaliya
Il sovrano morì nel 1209, lasciando un impero vasto quanto quello del suo predecessore (se si eccettua la questione di Tarhuntassa che venne affrontata da suo figlio Šuppiluliuma II) e più stabile, avendone pacificato e rinsaldato i confini, anche grazie al potenziamento di aree cuscinetto nelle zone più instabili.
Nulla faceva presagire, apparentemente, che la fine dell'epopea ittita fosse così prossima.
Durante il suo regno furono approntate anche opere civili: ben tredici dighe furono costruite per affrontare la grande siccità che stava flagellando l'area anatolica e che qualcuno considera uno dei motivi più importanti del crollo dell'impero. Una di queste dighe sopravvive ancora oggi nei pressi di Alacahöyük.
A Tudhaliya succedette il figlio Arnuwanda III, tukhanti designato, che però morì dopo solo 18 mesi di regno, lasciando lo scettro al fratello Šuppiluliuma II, l'ultimo sovrano ittita.